# Municipio de Crescent (Iowa)
El municipio de Crescent (en inglés: Crescent Township) es un municipio ubicado en el condado de Pottawattamie en el estado estadounidense de Iowa. En el año 2010 tenía una población de 1201 habitantes y una densidad poblacional de 15,09 personas por km².

## Geografía
El municipio de Crescent se encuentra ubicado en las coordenadas 41°22′49″N 95°53′17″O / 41.38028, -95.88806. Según la Oficina del Censo de los Estados Unidos, el municipio tiene una superficie total de 79.59 km², de la cual 77,93 km² corresponden a tierra firme y (2,07 %) 1,65 km² es agua.

## Demografía
Según el censo de 2010, había 1201 personas residiendo en el municipio de Crescent. La densidad de población era de 15,09 hab./km². De los 1201 habitantes, el municipio de Crescent estaba compuesto por el 98 % blancos, el 0,08 % eran afroamericanos, el 0,08 % eran amerindios, el 0,25 % eran asiáticos, el 0,17 % eran de otras razas y el 1,42 % eran de una mezcla de razas. Del total de la población el 2,25 % eran hispanos o latinos de cualquier raza.